# رينان فيلهو
رينان فيلهو هو اقتصادي وسياسي برازيلي، ولد في 8 أكتوبر 1979 في Murici ‏ في البرازيل. نشط حزبياً في حزب الحركة الديمقراطية ‏. وقد انتخب state deputy of Roraima ‏ عن دائرة رورايما خلال فترته النيابية ‏ وانتخب governor of Alagoas ‏.